# Vrtba
Vrtba je zaniklý hrad v okrese Plzeň-sever v Plzeňském kraji. Nachází se na jižním okraji osady Vrtbo u Horní Bělé. Je zapsán jako kulturní památka.
Hrad založili na přelomu třináctého a čtrnáctého století [[páni z&nbps;Vrtby]]. V jejich držení zůstal do začátku šestnáctého století, kdy jej okolo roku 1510 získali Pluhové z Rabštejna. V roce 1538 Vrtbu koupil Šebestián Markvart z Hrádku, který ji připojil k Dolní Bělé, a nepotřebný hrad poté zanikl. Dochovaly se z něj nepatrné zbytky zdiva a především opevnění v podobě mohutného příkopu a valu.

## Historie
Je možné, že lokalita byla osídlena již v pravěku. Přestože terén byl výrazně pozměněn stavbou středověkého hradu, odpovídá její charakter eneolitickým výšinným sídlištím chamské kultury. Z jihovýchodní části hradního valu také pochází nález keramického střepu nádoby se slámovým povrchem.
Hrad byl postaven na přelomu třináctého a čtrnáctého století příslušníky rodu pánů z Vrtby z rozrodu Hroznatovců. První písemná zmínka uvádí roku 1316 jako majitele Sezemu z Vrtby, který byl tehdy povolán před soud za účast v konfliktu svého bratra Racka z Bělé. Podle berního rejstříku Plzeňského kraje z roku 1379 byli majiteli hradu bratři Petr a Sezema z Vrtby. Součástí hradního panství tehdy byly jistě vsi Košetice, Klenovice, Lhota, Popovice a Štěpánovice (zaniklá ves, která stávala necelý jeden kilometr od hradu), pravděpodobně také Úněšov, který Petr a Sezema ze Štěpánovic v roce 1391 prodali Buškovi z Klenovic, a Krašovice. Sezema z Vrtby v roce 1405 zrušil povinnost krašovického faráře sloužit na Vrtbě každoroční mši, takže je pravděpodobné, že součástí sídla bývala hradní kaple.
Během husitských válek hrad patřil Janu Štěpánovci z Vrtby, příslušníkovi katolického landfrýdu. Podle Václava Kočky proto husité plenili vrtbovské statky a dobývali i samotný hrad, ale přímý doklad o dobývání hradu neexistuje. Roku 1462 na hradě sídlil Janův bratr Hroznata z Vrtby, který na krátkou dobu přikoupil zástavní statky Horní Břízu, Újezd (zaniklá ves jihozápadně od Kaznějova) a další drobný majetek. Patrně třetím Janovým bratrem byl Sezema Štěpánovec z Vrtby. Jeden z bratrů měl syna Jana Hroznatu, za kterého jako poručník hrad v letech 1484–1488 spravoval Jan Habart ze Strochovic.
Jan Hroznata z Vrtby někdy v době okolo roku 1510 hrad prodal pánům z Rabštejna. K roku 1511 je doložena Anna z Rabštejna a na Vrtbě, jejíž bratr Jan z Rabštejna na Hostouni Vrtbu vlastnil v roce 1525 a na začátku roku 1538 ji prodal Šebestiánu Markvartovi z Hrádku na Trpístech a Nekmíři za 1250 kop pražských grošů. Šebestián Markvart v roce 1555 koupil nedalekou Dolní Bělou, která se stala jeho hlavním sídlem. Hrad Vrtba poté zanikl, protože v soupisu bělského panství z roku 1659 je uveden pouze hospodářský dvůr Vrtba s pustým rybníkem.

## Archeologie
Z hradu pochází soubor keramických zlomků získaných povrchovými sběry a jeden kovový artefakt, kterým je železná destička, jež bývala součástí brigantiny. Úlomky keramiky jsou pozůstatky kuchyňského nádobí datovaného na základě obecných znaků do období od druhé poloviny třináctého do patnáctého století.
Celkem 81 keramických střepů jsou zlomky komorových, nádobkových a výklenkových kachlů. Na některých zlomcích byly rozeznány motivy tzv. meluzíny, českého lva, turnajové scény, Ježíše v dospělé podobě, jezdce se zbrojnošem, postavy krále, ornamentální rozety v medailonu nebo gotické kružby. Kachle pochází převážně ze druhé poloviny patnáctého století až první poloviny století šestnáctého.

## Stavební podoba
Staveniště hradu na nízkém pahorku obklopovaly z jihu a východu tři rybníky, které tak přispívaly k jeho obraně. Vlastní hrad měl pětiboký půdorys a byl chráněn mohutným valem a příkopem, které jsou jeho nejlépe dochovanou částí. Příkop je hluboký až osm metrů a jeho šířka se pohybuje od osmnácti do 25 metrů. Přístupová cesta vedla od severu, kde vstoupila na val. Po jeho koruně pokračovala do jižní části hradu, odkud po mostě překročila příkop a vstoupila do hradního jádra. Rozměry jádra v nejširších místech jsou 45 × 40 metrů s celkovou rozlohou 0,103 hektaru. Podobu zástavby jádra nelze určit, protože jeho plocha je pokryta velkým množstvím jam po dobývání kamene. V některých narušeních jsou patrné amorfní zbytky zdiva. Pozorování z devadesátých let dvacátého století naznačují, že část zděných konstrukcí se zachovala pod úrovní terénu.
Funkci předhradí plnil poplužní dvůr, doložený poprvé k roku 1538. Nacházel se u příjezdové cesty a na jeho místě později vznikl barokní dvůr, jehož budovy se částečně dochovaly. Na jedné z nich je umístěn znak plaského opata Fortunáta Hartmana z roku 1761. K hospodářskému zázemí patřila také trojice rybníků na jižní a východní straně hradu. Nejlépe se dochoval, v mírné stavební úpravě z roku 2006, nejníže položený rybník s více než sto metrů dlouho hrází. Plnil především fortifikační funkci. Střední nádrž je patrné pouze v podobě hráze, která byla poškozena při povodni na začátku dvacátého století. Nejvýše položený rybník býval v místech novodobé betonové nádrže a sloužil jako hlavní zdroj vody pro celou rybniční soustavu. V úrovni prostřední hráze se nachází mírně zahloubený objekt s rozměry 6,5 × 7,5 metrů, který je pravděpodobně torzem vodního mlýna s kolem na horní vodu. Vodu k němu vedly vantroky, po nichž se mezi horním rybníkem a mlýnem zachovala čtyřicet metrů dlouhá plošina. Od mlýna voda odtékala korytem do nejnižšího rybníka.

## Přístup
Pozůstatky hradu jsou přístupné odbočkou z Naučné stezky Hornobělskem v úseku mezi Horní Bělou a Hubenovem.